# Teredo navalis
La broma o gusano de barco (Teredo navalis) es una especie de almeja de agua salada, un molusco bivalvo marino en la familia Teredinidae, los gusanos de barco. Esta especie es la especie tipo del género Teredo. Como otras especies de esta familia, este bivalvo se llama gusano de barco, porque se parece a un gusano en general, mientras que en el extremo anterior tiene una pequeña concha con dos valvas que es experta en perforar a través de la madera.
Esta especie puede haberse originado en el noreste del océano Atlántico, pero se ha extendido por todo el mundo. Hace túneles en la madera, por lo que: al emplearse troncos de árbol en la fabricación de muelles y pilotes submarinos, resultan dañadas regularmente las estructuras de madera submarinas y también los cascos de los barcos de madera.

## Descripción
Teredo navalis tiene un cuerpo alargado, rojizo, parecido a un gusano que está completamente encerrado en un túnel que ha hecho en madera flotante o sumergida. En el extremo frontal del animal hay dos placas triangulares calcáreas. Estos son hasta 2 cm (0,8 plg) de largo y corresponden a las valvas de otros moluscos bivalvos. Son de color blanco, con una cubierta de perióstraco de color marrón pálido, y tienen crestas rugosas. El molusco los usa para agarrar la madera y poco a poco agranda la madriguera en la que vive. Tiene sifones retráctiles de inhalación y exhalación que se proyectan a través de un pequeño orificio en el tabique córneo que bloquea la apertura de la madriguera. Cuando el animal está amenazado, los sifones se pueden extraer dentro de la madriguera y protegerlos con un par de paletas calcáreas con forma de remo. El túnel es de sección circular y está revestido con material calcáreo extruido por el molusco. Puede ser hasta 60 cm (24 plg) de largo y 1 cm (0,4 plg) de diámetro.

## Distribución y hábitat
Teredo navalis se encuentra en mares y océanos templados y tropicales de todo el mundo. Puede haberse originado en el noreste del océano Atlántico, pero es difícil establecer de dónde vino originalmente porque se ha extendido muy eficientemente en todo el mundo en escombros y cascos de barcos. Se encuentra en la zona litoral, viviendo dentro de madera sumergida, pilotes, madera flotante y en los cascos de los barcos de madera. Se encuentra tanto en aguas salobres como en mar abierto, y tolera salinidades que oscilan entre cinco y treinta y cinco partes por mil. También es tolerante a una amplia gama de temperaturas. Los individuos han sobrevivido a temperaturas tan altas como 30 grados Celsius (86,0 °F) y tan bajas como 1 grado Celsius (33,8 °F), aunque el crecimiento y la reproducción están restringidos al rango de 11 a 25 grados Celsius (51,8 a 77,0 °F). También puede vivir sin aire durante unas seis semanas, agotando sus reservas de glucógeno almacenadas. La dispersión a nuevos hábitats se produce tanto durante la etapa larvaria de vida libre, por maderas flotantes arrastradas por las corrientes, como históricamente, de los cascos de los barcos de madera. En el Mar Báltico, hubo varios sucesos masivos en las décadas de 1930 y 1950.

## Biología
Las partículas de alimentos, en su mayoría raspaduras de madera, pero también algunas microalgas, se extraen del agua que pasa por las branquias donde también se produce el intercambio de gases. Las branquias también contienen bacterias fijadoras de nitrógeno simbióticas, que producen enzimas que ayudan a digerir la celulosa en la madera. Desechos reproductivos de gametos y larvas se descargan por la parte posterior de la madriguera, que está abierta al mar a través de una abertura estrecha.
Teredo navalis es un protandroso hermafrodita. Todos los individuos inician su vida adulta como machos, madurando a los pocos centímetros de largo, liberando espermatozoides al mar. En áreas más cálidas, se transforman en hembras entre ocho y diez semanas después de asentarse, pero este cambio puede tardar seis meses antes de que ocurra en climas más fríos. Los óvulos se fertilizan cuando el esperma es succionado hacia la madriguera de una hembra a través del inhalante sifón. Más de un millón de larvas a la vez se crían en la cámara branquial, después de lo cual se liberan en el mar como larvas veliger. Para entonces, han desarrollado un velum, una ciliado locomotora y órgano de alimentación, y los rudimentos de un caparazón de bisagra recta. Comen fitoplancton y se dispersan con la corriente durante dos o tres semanas. Durante las etapas larvales posteriores desarrollan sifones y branquias.
Cuando están listos para sufrir la metamorfosis, buscan madera adecuada en la que asentarse. Parecen ser capaces de detectar madera en descomposición y nadar hacia ella cuando están lo suficientemente cerca. Luego, cada uno se arrastra hasta encontrar una ubicación adecuada, donde se adhiere con un hilo de biso. Puede secretar una enzima para ablandar la madera antes de comenzar a cavar con el pie. Cuando ha formado un hueco, sufre una rápida metamorfosis, desprendiendo y consumiendo el velo y convirtiéndose en un gusano de barco juvenil con pequeñas válvulas córneas en el extremo anterior. Entonces puede comenzar a excavar de manera más eficiente. Se perfora más profundamente en la madera y pasa el resto de su vida como tunelero.

## Efectos económicos

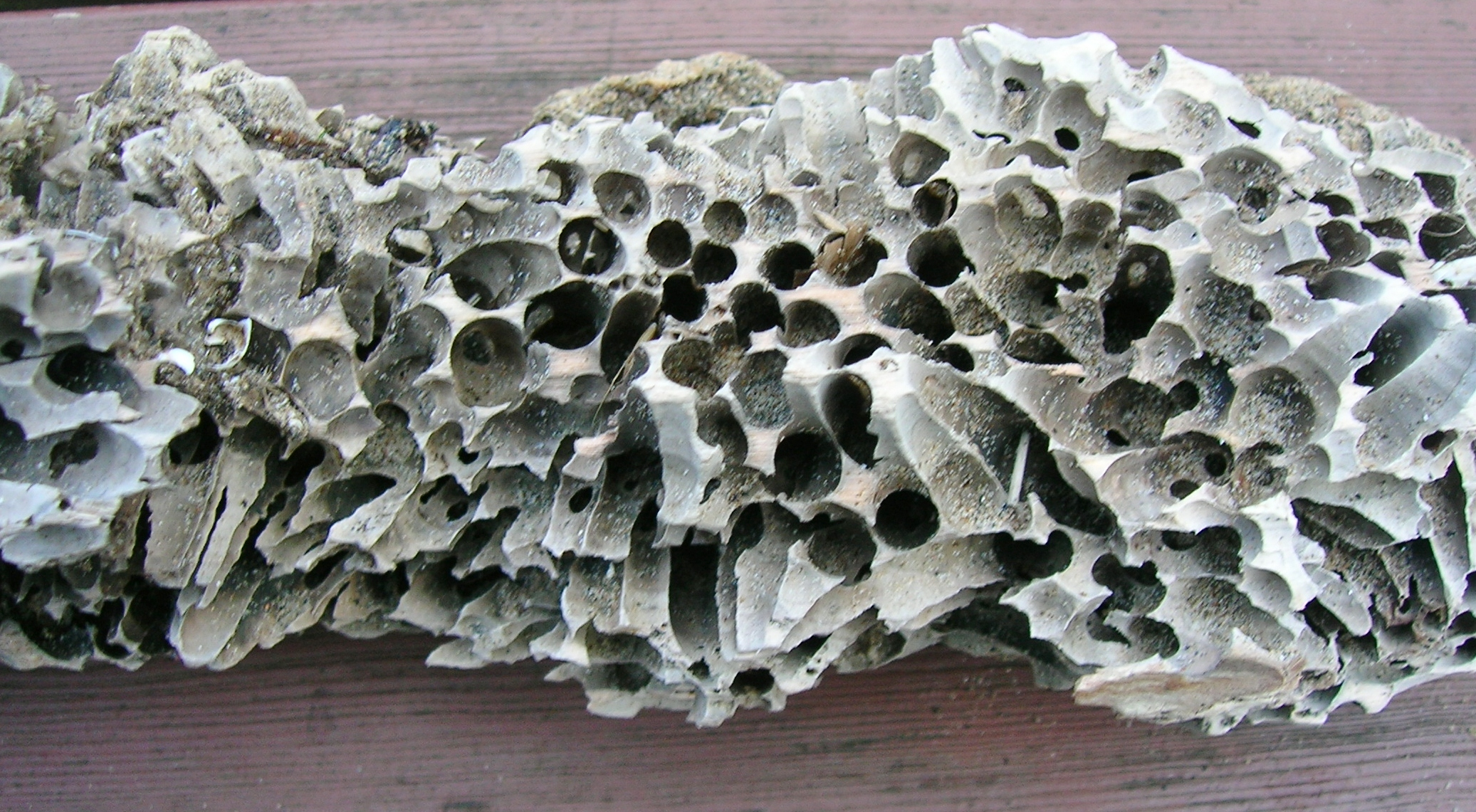
Destrucción por el gusano Teredo en la rama de un árbol

Teredo navalis es una plaga muy destructiva de la madera sumergida. En el mar Báltico, los pinos pueden llenarse de túneles dentro de las 16 semanas de estar en el agua y robles dentro de las 32 semanas, con árboles enteros de 30 cm (12 plg) de diámetro siendo completamente destruidos en un año. Las vigas de los barcos son atacadas, los restos de naufragios destruidos y las defensas marítimas dañadas.
Alrededor de 1730 en los Países Bajos, se descubrió que los gusanos de los barcos estaban debilitando seriamente los diques de madera, y para evitar la erosión de los diques y las inundaciones posteriores, los revestimientos tuvieron que ser reemplazados por piedras pesadas, a un gran costo. La llegada del gusano de barco a la bahía de San Francisco alrededor de 1920 presagió una gran destrucción de los muelles y muelles de los puertos. Se ha extendido en el Océano Pacífico, donde su mayor tolerancia a los niveles bajos de salinidad ha causado daños en áreas que antes no eran afectadas por los gusanos de barco nativos.
En el siglo XVIII la Royal Navy recurrió al recubrimiento con cobre de los fondos de sus barcos en un intento de prevenir los daños causados por el gusano de barco.
Ningún tratamiento de la madera para prevenir el ataque de Teredo navalis ha tenido un éxito total. Los experimentos de los holandeses en el siglo XIX demostraron la ineficacia del aceite de linaza, la pintura metálica, el vidrio en polvo, la carbonización (quema de las capas externas de la madera) y cualquiera de los biocidas habituales como el arseniato de cobre cromado. También intentaron cubrir torres de madera con clavos de hierro dispuestos con precisión, pero esto tampoco tuvo un efecto duradero. En 1878 se descubrió que creosota era un elemento disuasorio eficaz, aunque para funcionar mejor tenía que aplicarse a maderas blandas y resinosas como el pino; Para trabajar en maderas más duras como el roble, se tuvo que tener especial cuidado para asegurar que la madera estuviera completamente impregnada de creosota. Los restos sumergidos se han protegido envolviéndolos en geotextiles para proporcionar una barrera física a las larvas o volviéndolas a enterrar en el sedimento. No se ha encontrado una solución permanente.